# Asia Bibi
Aasiya Noreen (en urdu, آسیہ نو رین) més coneguda com a Asia Bibi (en urdu, آسیہ بی بی), és una dona catòlica pakistanesa nascuda l'any 1971. Va ser jutjada i condemnada a mort per blasfèmia l'any 2010 per un tribunal pakistanès. L'octubre de 2018, el Tribunal Suprem del Pakistan la va absoldre perquè les proves eren insuficients. La decisió va provocar protestes de radicals islamistes a les principals ciutats pakistaneses durant diversos dies reclamant la seva execució. El 3 de novembre de 2018 es va informar d'un acord entre els manifestants i les autoritats en virtut del qual les autoritats no s'oposaran a la presentació d'una demanda per revisar el veredicte del Tribunal Suprem, iniciada per un religiós anomenat Qari Salam, i llançaran un procediment judicial per impedir que Asia Bibi surti del país.

## El cas
Aasiya Noreen va néixer i es va criar a Ittan Wali, un petit poble rural en el districte de Sheikhupura del Panjab, Pakistan, a uns cinquanta quilòmetres de Lahore. Els cristians pobres del districte, i en altres parts de Pakistan, sovint tenen feines precàries, com ara netejar i escombrar. Noreen, que és catòlica romana, va treballar com a camperola en Sheikhupura per mantenir la seva família. Es va casar amb Ashiq Masih, un treballador de maons que tenia tres fills d'un matrimoni anterior, i dos fills més amb ella. La Noreen i la seva família eren els únics cristians al poble. Abans del seu empresonament, els seus companys de treball l'havien instat repetidament a convertir-se a l'islam.
El juny de 2009, Noreen estava collint amb un grup de treballadores de camp a Sheikhupura. En un moment donat, se li va demanar que busqués aigua en un pou proper; va complir, però es va aturar per prendre un glop amb una vella tassa de metall que havia trobat al costat del pou. Un veí de Noreen, Musarat, que havia estat involucrat en una baralla amb la família de Noreen per alguns danys a la propietat, la va veure i li va dir enutjat que estava prohibit que un cristià begués aigua del mateix utensili de què beuen els musulmans i que alguns dels altres treballadors la consideraven impura perquè era cristiana, referint-se al sistema de castes a Pakistan. Noreen va explicar que Musarat li va dir: «És cert, només ets una cristiana inmunda! Has contaminat la nostra aigua i ara t'atreveixes a parlar del Profeta. Gossa estúpida, el teu Jesús ni tan sols tenia un pare adequat, ell era un bastard, no ho sabies?». Noreen explica que quan van fer declaracions despectives sobre el cristianisme i li van exigir que es convertís a l'Islam, ella va respondre: «Crec en la meva religió i en Jesucrist, que va morir a la creu pels pecats de la humanitat. Què va fer el seu profeta Mahoma per salvar la humanitat? I per què he de ser jo el que es converteixi en lloc de vostè?». Es va produir una acalorada discussió.
Segons Noreen, cinc dies després d'aquest incident, Musarat va portar una multitud de persones al camp en el qual estava collint fruits, acusant-la d'insultar el profeta Mahoma. Allí, la van arrossegar i li van donar un cop de puny en el nas. L'imam local va declarar que podia redimir-se convertint-se a l'Islam o morint, i Noreen va respondre que no volia renunciar a la seva fe cristiana, sinó que haurien de mostrar-se misericordiosos amb ella, ja que era innocent del càrrec de què Musarat l'acusava. El que la van acusar de dir, que s'afirmaria en el posterior veredicte de la cort, difereix de la seva versió. Una torba va arribar a casa seva, copejant-la a ella i als membres de la seva família abans que la policia se l'emportés. La policia va iniciar una recerca sobre els seus comentaris, la qual cosa va resultar en la seva detenció sota la Secció 295 C del Codi Penal del Pakistan.
En una entrevista amb la CNN, l'oficial de policia local Muhammad Ilyas va afirmar que la Noreen havia dit que «l'Alcorà és fals i que el seu profeta va romandre al llit un mes abans de la seva mort perquè tenia cucs a l'orella i a la boca. Es va casar amb Khadija només per diners i després de saquejar-la la va tirar de la casa». L'imam del llogaret Qari Muhammad Salim, a qui els companys de treball de Noreen van denunciar la presumpta blasfèmia, va afirmar que Noreen se li va confessar i es va disculpar.
El jutge, Naveed Iqbal, que la va condemnar a mort, va entrar a la cel·la i li va oferir convertir-se a l'Islam per sortir lliure. Asia va respondre que preferia morir com a cristiana que sortir de la presó sent musulmana. També va afegir al seu advocat: “He estat jutjada per ser cristiana. Crec en Déu i en el seu enorme amor. Si el jutge m'ha condemnat a mort per estimar a Déu, estaré orgullosa de sacrificar la meva vida per ell”.
Les mesures de seguretat entorn d'Asia Bibi a la presó de Shekhupura, a prop de Lahore (Pakistan) s'han reforçat després de l'operació militar que va matar Ossama bin Laden. Roman en aïllament i cuina el seu propi menjar per evitar ser enverinada.
L'imam Yusef Qureshi, de Peshawar, va oferir 500 000 rupies (prop de 4100 euros) per la mort d'Asia Bibi.

## Assassinats per oposar-se a l'execució d'Asia Bibi
El 4 de gener de 2011, en el Mercat Kohsar d'Islamabad, el Governador del Panjab, Salman Taseer, va ser assassinat per un membre de la seva seguretat Malik Mumtaz Hussein Qadri, per la seva defensa de Noreen i per oposar-se a la llei sobre la blasfèmia.
El ministre de Minories, Shahbaz Bhatti únic cristià membre del gabinet de Pakistan, també va ser assassinat el 2 de març de 2011 per la seva posició sobre les lleis de blasfèmia. Va ser mort a tirs per homes armats que van emboscar el seu automòbil a prop de la seva residència a Islamabad.

## Resposta internacional després de la condemna
La sentència de mort de Noreen va provocar indignació internacional i una forta condemna per part d'organitzacions no governamentals que defensen als cristians perseguits, així com de grups en defensa dels drets humans com Amnistia Internacional i Human Rights Watch, que van veure les lleis de blasfèmia com una forma de persecució religiosa i van reclamar la seva abolició. El papa Benet XVI va demanar públicament l'indult per Noreen. A la seva declaració, va descriure la seva "proximitat espiritual" amb Noreen i va instar al fet que es respectin la "dignitat humana i els drets fonamentals de tots en situacions similars".
El seu cas també va aconseguir una àmplia cobertura mediàtica, i el periodista nord-americà John L. Allen, Jr. va escriure que Asia és "gairebé amb tota seguretat la treballadora agrícola analfabeta punjabi i mare de cinc fills més famosa del planeta". Segons Allen, s'ha convertit en una celebritat entre els activistes cristians, un cas inusual en el qual els casos de discriminació contra les minories cristianes solen rebre poca atenció en la premsa. S'han organitzat diverses campanyes per protestar pel seu empresonament a través de peticions en línia, tendències a Twitter i concerts. Ooberfuse, una banda de pop cristiana amb seu al Regne Unit va col·laborar amb l'Associació Cristiana Pakistanesa Britànica, i va llançar una cançó titulada "Free Asia Bibi" amb un video musical que incloïa "un retrat visual perturbador de les condicions de la presó escuàlida on Bibi es troba". També ha estat objecte de llibres i documentals.
Una petició creada per la Veu dels Màrtirs, una organització que ajuda els cristians perseguits, va rebre més de 400,000 signatures de persones de més de 100 països. Una altra petició, organitzada pel Centre Americà per a la Llei i la Justícia (ACLJ), va obtenir més de 200,000 signatures i va sol·licitar la paralització de l'ajuda dels Estats Units al Pakistan (al voltant de vuit mil milions de dòlars) mentre es permeti la persecució de les minories en aquest país.
Umar Al-Qadri, un clergue islàmic a Irlanda, va demanar l'alliberament de Noreen i va declarar que recolzaria les organitzacions que desitgessin el mateix, sostenint que "Asia Bibi és un cas en el qual la dona nega que hagi comès una blasfèmia, i sobre la base d'això seria suficient perquè la cort l'alliberés, però desafortunadament aquesta llei en particular, la llei de blasfèmia a Pakistan, no representa el veritable ensenyament islàmic".
A Espanya l'associació Hazteoir.org ha organitzat diversos actes de solidaritat.

## Absolució
El Tribunal Suprem de Pakistan la va absoldre el 31 d'octubre de 2018 i va anul·lar la sentència de mort que li havia estat imposada sota l'acusació d'insultar el profeta Mahoma l'any 2009, enmig d'amenaces i protestes de grups islamistes que demanaven la seva execució.